# Pinot noir précoce
Le pinot noir précoce est un cépage rouge.

## Origine et répartition géographique
Il provient probablement de la région de Bourgogne. Il est une variation du pinot noir. Il s'en distingue par sa maturité précoce. En Belgique, il est autorisé pour l'AOC Côtes de Sambre et Meuse .

## Caractères ampélographiques
- Extrémité du jeune rameau très duveteux passant du roux clair au blanc gris.
- Feuilles adultes, entière ou à 3 lobes avec un sinus pétiolaire en lyre étroite ou à bords se recouvrant, des dents ogivales et moyennes, un limbe faiblement aranéeux.

## Aptitudes culturales
La maturité est précoce : 14 jours avant le pinot noir.

## Potentiel technologique
Les grappes et les baies sont de taille petite. La grappe est cylindrique, rarement ailée et compacte. À cause de sa précocité, le cépage est rarement attaqué par la pourriture grise. Les vins sont parfois plus velouté que les vins du pinot noir et vinifié en barrique, ils sont de bonne garde.

## Synonymes
Le pinot noir précoce est connu sous les noms de Augustclevner, Blauer Frühburgunder, Clevner, Frühburgunder, Frühes Möhrchen, ischia, Jakobstraube, july grape, luviana Veronese, madeleine noir, noir précoce de Gênes, noir précoce de Hongrie, petit noirien, pinot de juillet, pinot madeleine, rani modri burgrendac, San Lorenzo, Saint Jacques, St. Jean, uva de tre.